# Dynoides elegans
Dynoides elegans är en kräftdjursart som först beskrevs av David R. Boone 1923.  Dynoides elegans ingår i släktet Dynoides och familjen klotkräftor. Inga underarter finns listade i Catalogue of Life.